# Antônio Girão Barroso
Antonio Girão Barroso (Araripe, 6 de junho de 1914 — Fortaleza, 11 de dezembro de 1990) foi um escritor cearense, poeta , jornalista e professor da Universidade Federal do Ceará.

## Biografia
Filho de Teodorico da Costa Barroso e Maria Machado Girão Barroso. Casou-se com Alba Aragão Cavalcante, professora primária, com quem teve onze filhas e filhos, entre eles o também escritor Raimundo Oswald Cavalcante Barroso. 
Iniciou suas atividades literárias na década de 1930, tendo fundado o grupo Clã que se transformou em revista em 1946. Foi membro da Academia Cearense de Letras e presidente do Sindicato dos Jornalistas.

## Obras
- Alguns Poemas (1938);
- Os Hóspedes (com Otacílio Colares, Aluízio Medeiros e Artur Eduardo Benevides);
- Novos Poemas (1950);
- 30 Poemas para Ajudar (com Cláudio Martins e Otacílio Colares);
- Dois Tempos (com Inácio Almeida, contos e crônicas, 1981);
- Poesias Incompletas (1994, poesia reunida).